# Almendra (Spanje)
Almendra is een gemeente in de Spaanse provincie Salamanca in de regio Castilië en León met een oppervlakte van 39,07 km². Almendra telt 166 inwoners (1 januari 2016).

## Demografische ontwikkeling
Bron: INE, 1857-2011: volkstellingen